# 뎃타정
뎃타정(神郷町)은 오카야마현 북서부 아테쓰군에 위치했던 정이다. 2005년 3월 31일, 니미시 (초대), 아테쓰군 오사정, 뎃타정, 뎃세이정과 대등 합병으로 신 니미시가 되어 소멸하였다.

## 역사
- 1889년 6월 1일 - 정촌제 시행으로 데쓰타군 신토촌, 혼고촌, 만자이촌이 성립하였다.
- 1900년 4월 1일 - 데쓰타군, 아가군과 합병으로 아테쓰군 신토촌, 혼고촌이 되었다.
- 1955년 4월 1일 - 신토촌, 혼고촌 만자이촌의 3촌이 합병, 정으로 승격해 뎃타정이 되었다.
- 2005년 3월 31일 - 니미시 (초대), 아테쓰군 오사정, 신고정, 뎃세이정과 대등 합병으로 신 니미시가 되었다.

## 교통

### 도로
- 오카야마현도 제33호선
- 오카야마현도 제50호선
- 오카야마현도 제157호선
- 오카야마현도 제409호선
- 오카야마현도 제441호선
- 오카야마현도 제475호선